# Новий Регнув
Новий Регнув (пол. Nowy Regnów) — село в Польщі, у гміні Регнув Равського повіту Лодзинського воєводства.
Населення — 171 особа (2011).
У 1975-1998 роках село належало до Скерневицького воєводства.

## Демографія
Демографічна структура станом на 31 березня 2011 року:
|          | Загалом | Допрацездатний вік | Працездатний вік | Постпрацездатний вік |
| -------- | ------- | ------------------ | ---------------- | -------------------- |
| Чоловіки | 84      | 16                 | 57               | 11                   |
| Жінки    | 87      | 13                 | 51               | 23                   |
| Разом    | 171     | 29                 | 108              | 34                   |